# Ковровський ВТТ
Ковровський ВТТ (рос. КОВРОВСКИЙ ИТЛ, ИТЛ и Строительство Нижне-Клязьминской ГЭС, ИТЛ и Строительство Ковровской ГЭС, Ковровгэс) — підрозділ, що діяв в системі виправно-трудових установ СРСР з кінця 1940 по 28.06.41.

## Підпорядкування і дислокація
- ГУЛГТС (Головгідробуд).

Дислокація: Івановська (нині Володимирська) обл., м.Ковров

## Виконувані роботи
- будівництво Ковровської (Нижньо-Клязьминської) ГЕС,
- обслуговування Таборського кар'єра.

## Чисельність з/к
- 11.40 — 210 ;
- 01.01.41 — 1418,
- 15.06.41 — 4236

## Історія
Прямо перед війною в січні 1941 почали будівництво відразу чотирьох гідроелектростанцій: Ковровської, Володимирської, Буйської і Костромської. Трохи пізніше, 10 квітня було розпочато будівництво Велико-Окської гідроелектростанції на Оці.
Всі будівництва гідротехнічних об'єктів, розпочаті в 1940 і 1941 роках, не були закінчені. У зв'язку з розпочатою війною будівництва були зупинені, а ув'язнені, які забезпечували ці будівництва робочою силою, були перекинуті на інші об'єкти.